# Cymindis atrolucens
Cymindis atrolucens es una especie de coleóptero de la familia Carabidae.

## Distribución geográfica
Habita en México.